# シュタインドルフ
シュタインドルフ (ドイツ語: Steindorf) はドイツ連邦共和国バイエルン州シュヴァーベン行政管区のアイヒャッハ＝フリートベルク郡に属す町村（以下、本項では便宜上「町」と記述する）で、メーリング行政共同体を形成する自治体の一つである。この町はアウクスブルクの南東約20kmに位置する。

## 地理

### 自治体の構成
この町は、公式には5つの地区 (Ort) からなる。このうち小集落や孤立農場などを除く集落を以下に列記する。
- エーレスリート
- ハウゼン・バイ・ホーフヘグネンベルク
- ホーフヘグネンベルク
- シュタインドルフ

## 歴史
シュタインドルフはドゥクス・フォン・ヘクネンベルク伯領に属した。シュタインドルフはバイエルン選帝侯時代にはホーフマルク・ホーフヘクネンベルクの一部であった。1818年に自治体としてのシュタインドルフが成立した。1978年にバイエルン州の市町村再編によりエーレスリート、ハウゼン・バイ・ホーフヘクネンベルク、ホーフヘクネンベルクがシュタインドルフに合併した。

## 行政
シュタインドルフの町議会は町長と8人の議員からなる。

### 紋章
図柄: 銀地と黒地に左右二分割。向かって左は4本の根を持つ赤いブナ。向かって右は赤い冠を被り赤い舌と爪で威嚇する金の獅子の上半身。

## 見所

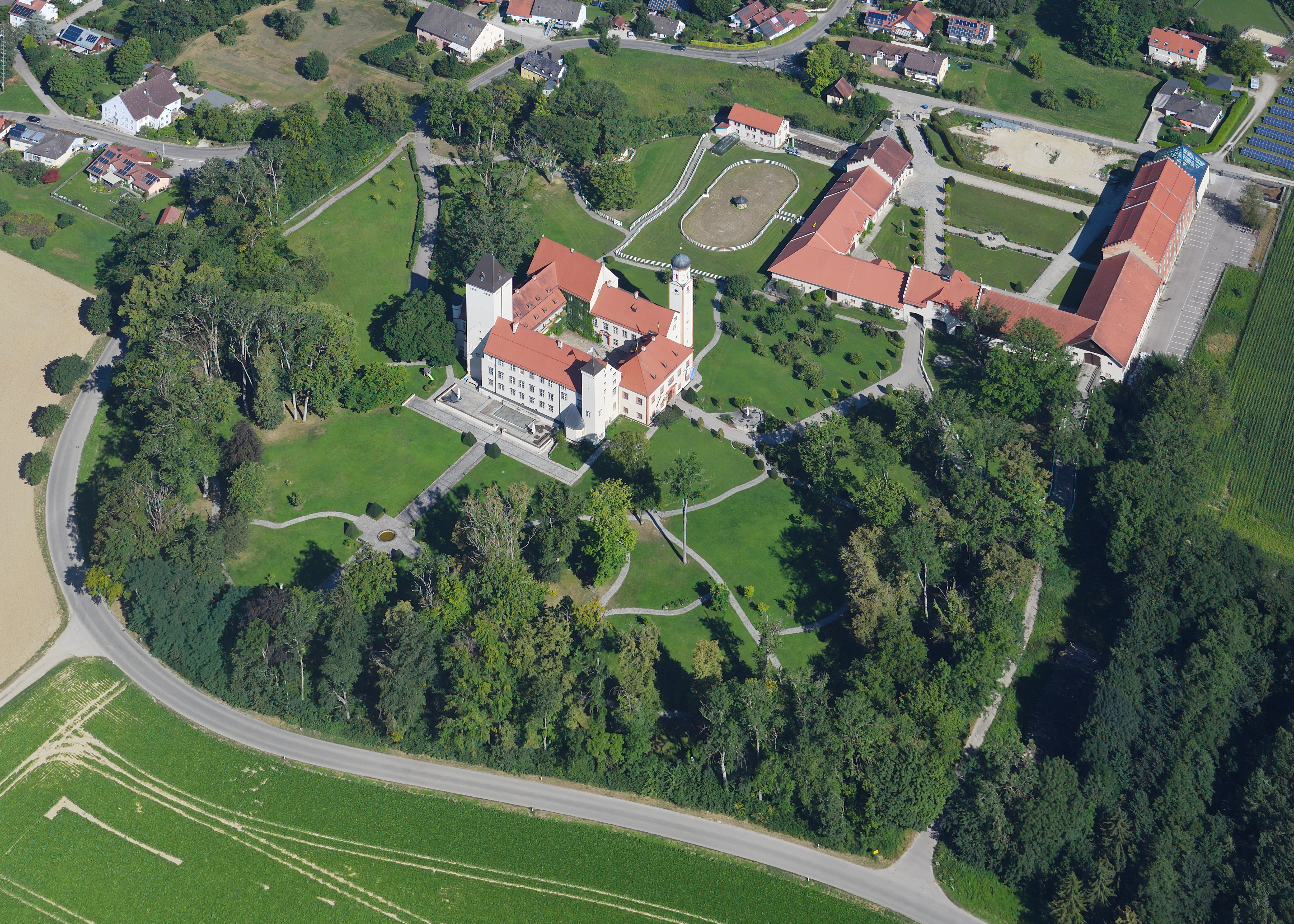
ホーフヘクネンベルク城

- 4つの翼棟を有するホーフヘクネンベルク城
- バロック様式の聖シュテファン教区教会

## 引用
1. ↑  https://www.statistikdaten.bayern.de/genesis/online?operation=result&code=12411-003r&leerzeilen=false&language=de Genesis-Online-Datenbank des Bayerischen Landesamtes für Statistik Tabelle 12411-003r Fortschreibung des Bevölkerungsstandes: Gemeinden, Stichtag (Einwohnerzahlen auf Grundlage des Zensus 2011)
2. ↑  Bayerische Landesbibliothek Online